# 纳亚克
纳亚克（法語：Nailhac，法語發音：[najak]）是法国多尔多涅省的一个市镇，原属佩里格区，2017年起改属萨拉拉卡内达区。

## 地理
纳亚克（45°13'38"N, 1°9'10"E）面积19.35 平方千米，位于法国新阿基坦大区多爾多涅省，该省份为法国西南部内陆省份，是法國本土面积第三大的省，大致对应佩里戈尔地区，北起顺时针与夏朗德省、上维埃纳省、科雷兹省、洛特省、洛特-加龙省、吉倫特省和滨海夏朗德省接壤。
与纳亚克接壤的市镇（或旧市镇、城区）包括：欧特福尔、圣拉比耶、巴德福勒当斯、拉沙佩勒圣让、沙特尔、格朗日当斯。
纳亚克的时区为UTC+01:00、UTC+02:00（夏令时）。

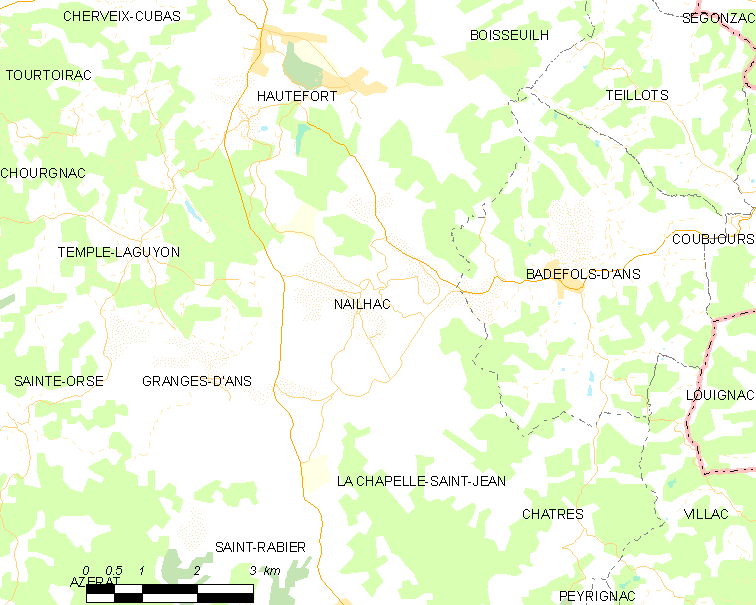
纳亚克的OSM定位图

## 行政
纳亚克的邮政编码为24390，INSEE市镇编码为24302。

## 政治
纳亚克所属的省级选区为上黑色佩里戈尔县。

## 人口

1962-2008年间纳亚克人口变化图示

纳亚克于2022年1月1日时的人口数量为292人。